# نرم‌افزار سودمند

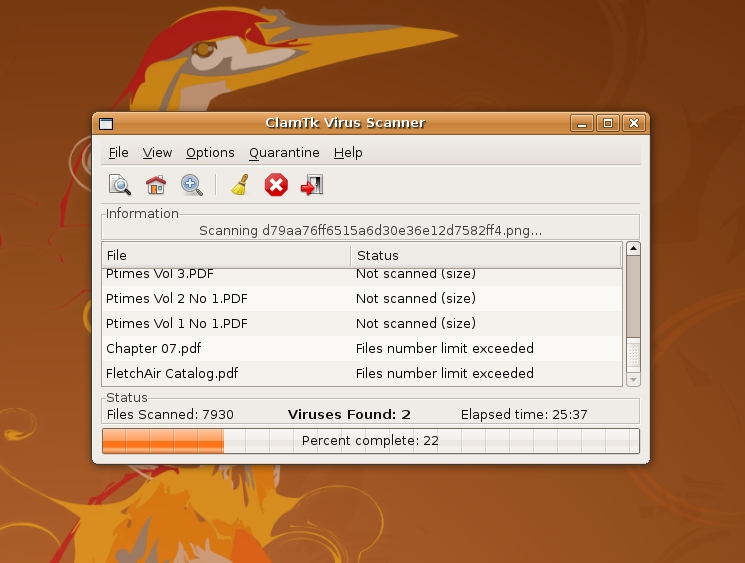
نرم‌افزار سودمند

نرم‌افزار سودمند (به انگلیسی: Utility Software) یک نوع از نرم‌افزار سیستم است که برای کمک به تجزیه و تحلیل، پیکربندی، بهینه سازی یا حفظ یک رایانه طراحی شده است.
انواع نرم‌افزار سودمند :
- ضدویروس
- فشرده‌سازی داده‌ها
- یکپارچه‌سازی دیسک سخت
- پارتیشن‌بندی
- مدیر پرونده
- سامانه مدیریت بسته
- محافظ صفحه نمایش
- پاکساز محضرخانه